# Reacción de acoplamiento
Una reacción de acoplamiento, en química orgánica, es una reacción orgánica en el que dos fragmentos de hidrocarburos se unen formando un nuevo enlace químico para formar una sola molécula, con la ayuda de un catalizador. Representan un tipo de reacciones muy importante en síntesis orgánica pues permiten crear enlaces carbono-carbono o carbono-heteroátomo.
En un ejemplo importante para este tipo de reacciones, es un grupo principal de un compuesto organometálico del tipo R-M (R = fragmento orgánico, M = centro del grupo principal) donde este reacciona con un haluro orgánico del tipo R'X para la formación de un nuevo enlace carbono-carbono para dar el producto R-R'.
{\displaystyle R-M\ +\ R'-X\ \to R-R'\ +\ M-X}
Las contribuciones al estudio de las reacciones de acoplamiento de Ei-ichi Negishi y Akira Suzuki, fueron reconocidas con el Premio Nobel de Química 2010, que fue compartido con Richard F. Heck.

## Clases de reacciones de acoplamiento
A grandes rasgos, se reconocen dos tipos de reacciones de acoplamiento:
- Acoplamientos cruzados que agrupan reacciones entre dos compuestos diferentes, por ejemplo el bromobenceno (PhBr) y el cloruro de vinilo reaccionan para dar estireno (PhCH=CH2).
- Homoacoplamientos en donde se acoplan o enlazan dos fragmentos iguales, por ejemplo, la conversión de yodobenceno (Ph-I) en bifenilo (Ph-Ph).

## Mecanismo
El mecanismo de reacción general, comienza con una adición oxidante de un haluro orgánico con el catalizador. Posteriormente, el segundo fragmento sufre transmetalación, lo que sitúa a ambos candidatos del acoplamiento sobre el mismo centro metálico. El paso final es una eliminación reductora de los dos fragmentos de acoplamiento para regenerar el catalizador y dar el producto orgánico deseado. Los grupos orgánicos insaturados se acoplan con más facilidad, en parte, por su facilidad para dar reacciones de adición. Los productos intermedios son por lo tanto menos propensas a la beta-eliminación del hidruro.
En un estudio computacional, los grupos orgánicos no saturados mostraron mayor facilidad para sufrir una reacción de acoplamiento sobre el centro metálico. Las tasas de la eliminación reductora siguen el siguiente orden:
vinilo-vinilo > fenilo-fenilo > alquinilo-alquinilo > alquilo-alquilo.
Se ha comprobado que las barreras de activación y las energías de reacción para acoplamientos asimétricos R-R' donde se encuentran cerca de los promedios de los valores correspondientes de los acoplamientos simétricos R-R y R'-R', por ejemplo: vinilo-vinilo > vinilo-alquilo > alquilo-alquilo.

### Catalizadores
El catalizador metálico más usado es el paladio, pero algunos procesos a menudo usan níquel y cobre. Un catalizador común es el tetraquis(trifenilfosfina)paladio (0). Las reacciones catalizadas por paladio tienen varias ventajas, incluyendo la tolerancia al grupo funcional, y la baja sensibilidad de los compuestos de organopaladio hacia el agua y el aire haciendo este catalizador muy idóneo.
Se han hecho revisiones, por ejemplo, sobre reacciones mediadas por cobalto, paladio, níquel, y sobre las aplicaciones.

### Grupos salientes
El grupo saliente X, en el compuesto orgánico suele ser bromuro yoduro o triflato pero los grupos salientes ideales son los cloruros, pues los cloruros orgánicos son más baratos que otros compuestos relacionados. Los metales del grupo principal en el compuesto organometálico suele ser estaño, zinc o boro.

### Condiciones de reacción
Ya que muchas reacciones de acoplamiento incluyen reactivos que son muy susceptibles a la presencia de agua o de oxígeno, es razonable suponer que todas las reacciones de acoplamiento se deben realizar en sistemas anhidros, aunque posible realizar reacciones de acoplamiento basadas en compuestos de paladio en soluciones acuosas, usando fosfinas sulfonadas solubles en agua, obtenidas por reacción de trifenilfosfina con ácido sulfúrico. En general, el oxígeno del aire posee mayor capacidad para alterar las reacciones de acoplamiento, ya que muchas de estas reacciones se producen a través de complejos metálicos insaturados, que no tienen 18 electrones de valencia. Por ejemplo, en los acoplamientos cruzados basados en compuestos de níquel o paladio, un complejo de valencia cero con dos sitios vacíos (o ligandos lábiles), reacciona con el enlace carbono-halógeno para formar un enlace metal-halógeno y un enlace metal-carbono. Tales complejos de valencia cero con ligandos lábiles o sitios de coordinación vacíos, suelen ser muy reactivo frente al oxígeno.

## Reacciones de homo-acoplamiento
Las reacciones de acoplamiento se ilustran con la famosa reacción de Ullmann.:
| Reacción                            | Año  | Reactivo A        | Reactivo A | Reactivo B        | Reactivo B | Catalizador             | Observación                |
| ----------------------------------- | ---- | ----------------- | ---------- | ----------------- | ---------- | ----------------------- | -------------------------- |
| Reacción de Wurtz                   | 1855 | R-X               | sp3        | R-X               | sp3        | Na como agente reductor |                            |
| Reacción de acoplamiento de Pinacol | 1859 | R-HC=O or R2(C=O) |            | R-HC=O or R2(C=O) |            | varios metales          | requiere dador de protones |
| Acoplamiento de Glaser              | 1869 | RC≡CH             | sp         | RC≡CH             | sp         | Cu                      | O2 como aceptor-H          |
| Reacción de Ullmann                 | 1901 | Ar-X              | sp2        | Ar-X              | sp2        | Cu                      | altas temperaturas         |
| Reacción de Gomberg-Bachmann        | 1924 | Ar-H              | sp²        | Ar-N2X            | sp²        |                         | Requiere base              |

## Reacciones de acoplamiento cruzado
Una reacción de acoplamiento cruzado ilustrativa es el acoplamiento de Heck de un alqueno y un haluro de arilo:
Algunas reacciones de acoplamiento se recogen a continuación (la lista no es exhaustiva; para las referencias consúltense los artículos de la Wikipedia):
| Reacción                            | Año  | Reactivo A | Reactivo A   | Reactivo B | Reactivo B | Catalizador | Observaciones                                       |
| Acoplamiento de Cadiot-Chodkiewicz  | 1957 | RC≡CH      | sp           | RC≡CX      | sp         | Cu          | Requiere base                                       |
| Acoplamiento de Castro-Stephens     | 1963 | RC≡CH      | sp           | Ar-X       | sp²        | Cu          |                                                     |
| Acoplamiento por reactivo de Gilman | 1967 | R2CuLi     |              | R-X        |            |             |                                                     |
| Reacción de Cassar                  | 1970 | Alkene     | sp²          | R-X        | sp³        | Pd          | Requiere base                                       |
| Acoplamiento de Kumada              | 1972 | Ar-MgBr    | sp², sp³     | Ar-X       | sp²        | Pd o Ni     |                                                     |
| Reacción de Heck                    | 1972 | alkene     | sp²          | R-X        | sp²        | Pd          | Requiere base                                       |
| Acoplamiento de Sonogashira         | 1975 | RC≡CH      | sp           | R-X        | sp³ sp²    | Pd yCu      | Requiere base                                       |
| Acoplamiento de Negishi             | 1977 | R-Zn-X     | sp³, sp², sp | R-X        | sp³ sp²    | Pd o Ni     |                                                     |
| Acoplamiento cruzado de Stille      | 1978 | R-SnR3     | sp³, sp², sp | R-X        | sp³, sp²   | Pd          |                                                     |
| Reacción de Suzuki                  | 1979 | R-B(OR)2   | sp²          | R-X        | sp³, sp²   | Pd          | Requiere base                                       |
| Acoplamiento de Hiyama              | 1988 | R-SiR3     | sp²          | R-X        | sp³, sp²   | Pd          | Requiere base                                       |
| Reacción de Buchwald-Hartwig        | 1994 | R2N-R SnR3 | sp           | R-X        | sp²        | Pd          | Acoplamiento N-C, amina libre de segunda generación |
| Acoplamiento de Fukuyama            | 1998 | RCO(SEt)   | sp2          | R-Zn-I     | sp3        | Pd          |                                                     |

## Otras reacciones
En un estudio, se ha descrito una reacción de acoplamiento inusual en la cual participa un compuesto de organomolibdeno, que permanece estable durante 30 años sin ningún signo de degradación, pero que es descompuesto por el agua para generar 2-butino, que es el aducto de acoplamiento de los dos ligandos etilidino. Esto, según los investigadores, abre otro camino para la química organometálica en medio acuoso.
Un método para las reacciones de acoplamiento cruzado, catalizadas por paladio, de haluros de arilo con arenos fluorados fue estudiado por Keith Fagnou y compañeros de trabajo. Es inusual, ya que se trata de una activación de enlaces carbono-hidrógeno con deficiencia de electrones.

## Aplicaciones
Muchas reacciones de acoplamiento han encontrado aplicación en la industria farmacéutica y en los materiales orgánicos conjugados.